# Carl Constantin Victor von Mergenbaum
Carl Constantin Victor Freiherr von Mergenbaum (* 29. Oktober 1778 in Frankfurt am Main; † 8. September 1845 in Aschaffenburg-Hofgut Nilkheim) war ein deutscher Landwirt, königlicher Kämmerer und Mäzen.

## Leben

### Familie
Der Sohn des protestantischen Lederhändlers Johann Philipp Mergenbaum und der Katharina Christina Mergenbaum, geborene Rücker kam aus Frankfurt am Main, wo sich die Familien der Eltern – die Familie der Mutter waren Religionsflüchtlinge – niedergelassen hatten. Mergenbaum war königlich bayerischer Major und Bataillons-Commandant der Landwehr des Landgerichts Obernburg. Am 20. April 1811 wurde Mergenbaum in den Freiherrenstand erhoben und zwar mit Beilegung der Wappen der von mütterlicher Seite verwandten Familien von Burggraven und von Rücker – ein Geschlecht, das ursprünglich aus Geldern (Niederrhein) kam. Im selben Jahr erwarb er von Großherzog und Fürstprimas Carl Theodor von Dalberg (1744–1817) das Hofgut Nilkheim in Erbpacht, das er zu einem Mustergut ausbaute. Für seine Erfolge bei der Zucht von Schweinen und Stieren, sowie der Bienenzucht, das Anlegen von Baumschulen sowie den Anbau von Futterpflanzen, wurde er beim ersten Landwirtschaftsfest in Aschaffenburg im September 1815 ausgezeichnet. Eine zum Nilkheimer Hofgut gehörende Schäferei wurde von der Freiherrlich von Mergenbaumschen Gutsverwaltung zur Verpachtung ausgeschrieben. 1844 fiel das Erbpachtgut wieder zurück an den Eigentümer, nunmehr die königliche Domäne.
Am 24. November 1816 wurde Mergenbaum zum königlich bayerischen Kämmerer bestellt.

### Mäzen
Im Hungerjahr 1817 stellte er Saatgut aus seinen Speichern für die notleidenden Bürger zur Verfügung.
Wie aus einer Bittschrift einiger evangelischer Aschaffenburger Bürger an den bayerischen König Ludwig I. vom 13. Juni 1825 hervorgeht, „wohnen mehrere protestantische Familien auf den Besitzungen des Freiherrn von Mergenbaum zu Nilkheim […] Diese Glieder der evangelischen Kirche befinden sich in einem Zustande religiöser Verwaisung […],“ so dass ihnen geholfen werden muss.
Verdienste erwarb sich Mergenbaum, indem er in Not geratenen Mitbürgern, besonders aber seinen protestantischen Glaubensbrüdern der örtlichen Kirchengemeinde, deren Mitbegründer und Vorstand er war, zahlreiche Unterstützungen zukommen ließ, beispielsweise mit dem von ihm 1845 eingerichteten „Freiherrlich von Mergenbaumischen Stiftung für hülfsbedürftige protestantische Einwohner in dem Pfarrbezirke“.

### Tod und Beisetzung
1845 verstarb Mergenbaum als Kämmerer und Oberstleutnant der Landwehr, Mäzen und Besitzer des Nilkheimer Hofgutes. Er besaß eine umfangreiche Bibliothek sowie eine kostbare Gemäldesammlung und „hielt Hof“; selbst König Ludwig I. war einige Male bei ihm zu Gast.
Am 12. September wurde er im Aschaffenburger Altstadtfriedhof beigesetzt: „In heutiger Morgenstunde fand die Beerdigung des kgl. Kämmerers, Ritter des Civilverdienstordens der Krone Bayerns, Distriktsinspektors der Landwehr, Herrn Freiherr von Mergenbaum zu Nilkheim, auf dem Kirchhofe zu Aschaffenburg in jener Einfachheit statt, welche der Verstorbene im Leben stets geliebt und welche er auch für seine Bestattung selbst letztwillig angeordnet hatte.“

### Grabmal
Das 1847 aus gelblich grauem Sandstein errichtete Grabmal im gotischen Stil ist ein Werk des Stuttgarter Bildhauers Ludwig Igelsheimer: Auf einem Piedestal von drei Stufen ruht ein Würfel, in dessen vier vertieften und mit Rundstäben umschlossenen Platten der Name, das Geburts- und Sterbejahr des Verstorbenen und das Jahr der Denkmalerrichtung eingeschrieben waren. Die Inschriften sind nicht mehr vollständig lesbar. Darüber erhebt sich eine achteckige Säule, oben mit vier Baldachinen, unten mit vier Vorsprüngen versehen, auf welchen ursprünglich vier männliche Figuren standen, den Ackerbau, die Gewerbe, die Künste und die Gelehrsamkeit vorstellend. Darauf ruht ein viereckiger Aufsatz mit drei Nischen, in denen ursprünglich drei weibliche Gestalten die christlichen Tugenden Glaube, Liebe und Hoffnung darstellten. Die verzierte Rückseite mit einem sich auf die Tugenden beziehenden biblischen Spruch ist in der heutigen Erscheinungsform nach vorne gekehrt, aber ebenfalls nicht mehr deutlich zu erkennen.

### Privatleben und Nachlass
Mergenbaum heiratete am 3. Juli 1798 Sabina Margaretha Schulze (geb. 18. November 1776), Tochter des Bankiers Johan[n] Christian Schulze in Frankfurt. Diese Ehe wurde geschieden und er hatte keine leiblichen Nachkommen. In seinem Testament vom 30. August 1845 hat er die Kinder seiner verstorbenen Schwester mit der Hälfte seines Vermögens bedacht. Sein Neffe, der Frankfurter Jurist Dr. Fritz Varrentrapp übernahm die Erbpacht am Hofgut Nilkheim. Der Armenfonds der evangelischen Kirchengemeinde in Aschaffenburg erhielt 13000 Gulden und die Mergenbaum´sche Armenstiftung 6000 Gulden. Fast vierhundert Ölgemälde aus seinem Nachlass wurden am 13. Juli 1846 auf Hofgut Nilkheim versteigert.
Seine nachgelassene Bibliothek wurde am 11. Januar 1847 in Aschaffenburg versteigert. Aus Mergenbaums Nachlass stammt auch der Aschaffenburger Maulaff.

## Auszeichnungen
- 1811 erhielt Mergenbaum das Freiherrndiplom durch den Fürstprimas von Dalberg unter Beifügung der Wappen der von mütterlicher Seite verwandten Familien Burggraven und Rucker. Dieses Diplom vom 20. April 1811 befindet sich im Stadtarchiv Aschaffenburg (NS Bay 47).
- 1832 erhielt Mergenbaum das Ritterkreuz des Königlichen Civilverdienstordens der Bayerischen Krone.
- Ein Platz im Zentrum des Aschaffenburger Stadtteils Nilkheim wurde ihm gewidmet.

## Wappenbeschreibung

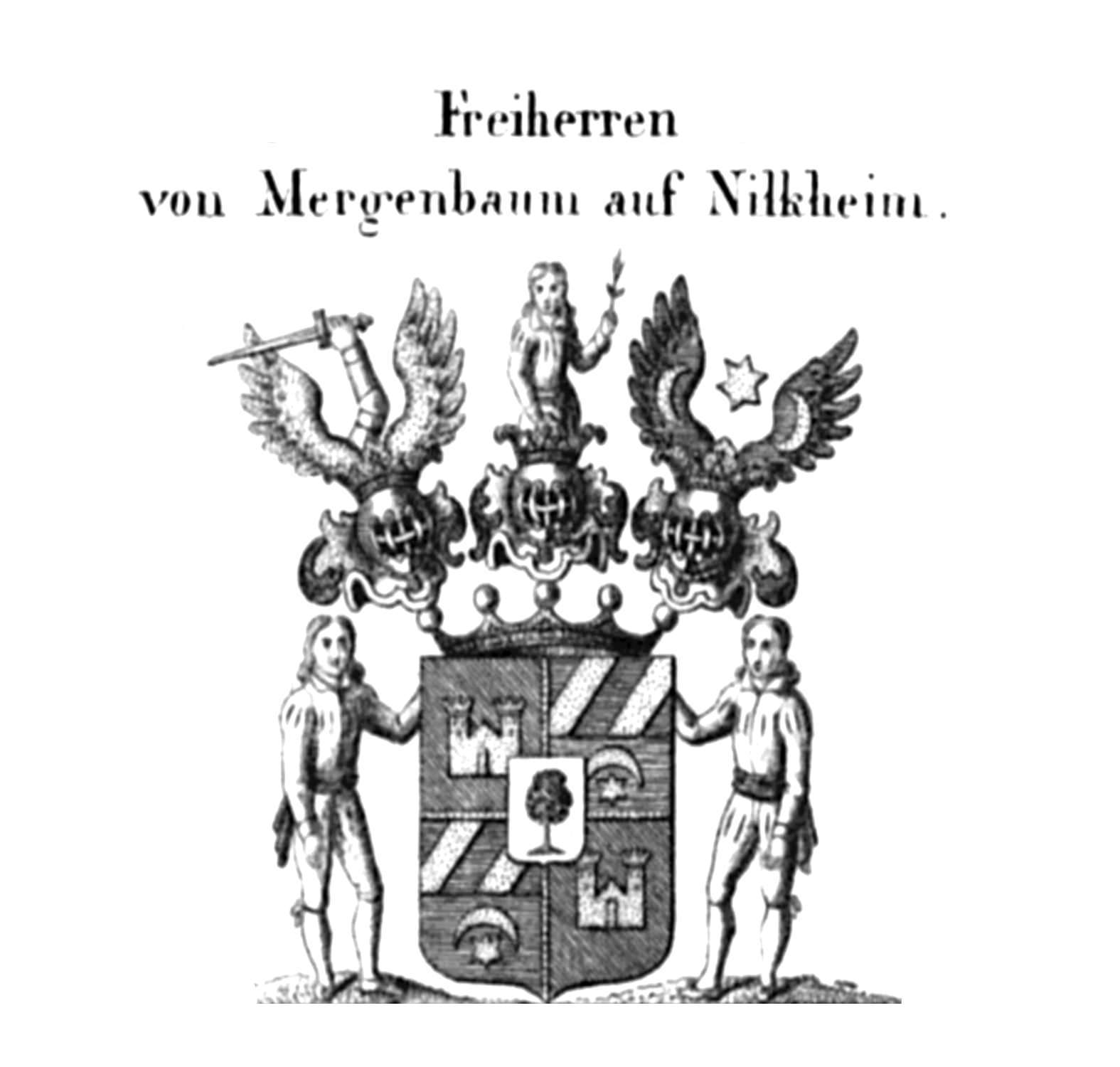
Freiherrnwappen

Der Wappenschild durch einen goldenen Kreuzstab geviertelt, zeigt in Feld 1 und 4 auf grün eine goldene Burg oder Kastell mit rundem geöffneten Tor, spitzem Dach, zu beiden Seiten ein Turm mit drei Schießscharten (2,1) und drei Zinnen, das Stammwappen der Familie Burggraven. Feld 3 und 4 ist quergeteilt, in blau oben zwei goldene Schrägbalken, unten goldener Halbmond mit den Hörnern (Spitzen) nach unten gekehrt, darunter goldener Stern (sechsstrahlig), das Stammwappen der Familie Rücker. Der Mittel/Herzschild in silber ein grüner Baum, das Stammwappen der Familie Mergenbaum.
Über dem Schild die Freiherrnkrone, darauf stehen drei gekrönte offene Turnierhelme. Auf dem ersten zwischen einem offenen goldenen Flug, ein geharnischter Arm mit gezücktem Schwert, linksgekehrt, auf dem mittleren, wächst ein weiß gekleideter Schildknabe ab den Knien herauf, welcher in der linken Hand eine Blume hält, der rechte Arm liegt am Körper an. Auf dem dritten zwischen einen offenen blauen Flug der goldene Stern, auf den Flügeln einen goldenen Halbmond, die Hörner einwärts gekehrt. Die Helmdecken, rechts grün und gold, in der Mitte grün und silber und links blau und gold.
Als Schildhalter, zwei nach ritterlicher Art weiß gekleidete Schildknappen mit blauen Schärpen. Im Geviert mit einem silbernen Herzschild befindet sich darin auf grünem Boden ein grüner Laubbaum. Im ersten und vierten Viertel sind jeweils eine in Grün schwebende goldene Burg mit 2 Zinnentürmen und einem Giebel dazwischen. Im 2. und 3. Geviert sieht man oben in Gold 3 blaue Schrägbalken; unten in Blau ein gestürzter Halbmond über einem goldenen Stern.